# Centro Interdisciplinar de Estudos em Transportes
O Centro Intedisciplinar de Estudos em Transportes da Universidade de Brasília, conhecido pela sigla Ceftru/UnB ou simplesmente Ceftru, é um centro de pesquisas na área de transportes vinculado à Universidade de Brasília (UnB), mas que possui estrutura técnico-administrativa própria. A sigla Ceftru advém da antiga denominação do órgão, Centro de Formação de Recursos Humanos em Transportes.
Criado em 1996, o Ceftru desenvolve projetos em parceria com órgãos públicos e privados, realizando atividades de planejamento, concepção e execução nas diversas áreas da ciência dos transportes. Além disso, funciona como produtor de conhecimento científico e formador de recursos humanos. A Instituição dissemina o conhecimento desenvolvido com a publicação de livros, monografias, artigos em revistas e em congressos nacionais e internacionais.

## Laboratórios
O Ceftru é composto por diversos laboratórios especializados dotados de instalações, aparelhos e produtos necessários à realização de pesquisas básicas ou complementares em suas áreas de atuação.
Em maio de 2010, existem os seguintes laboratórios em funcionamento no Centro:
- Laboratório de Ensino e Aprendizagem em Transportes (Leat): destina-se ao desenvolvimento de ações que envolvem a capacitação e o aperfeiçoamento de recursos humanos em transportes.

- Laboratório de Engenharia Rodoviária (LER): realiza ensaios para caracterização de materiais, controle tecnológico da construção e avaliação estrutural, funcional e de segurança de pavimentos.

- Laboratório de Sistemas: desenvolve soluções tecnológicas que atendam às demandas dos parceiros do Ceftru e às necessidades internas.

- Laboratório de Informação: tem como missão o desenvolvimento e a aplicação de pesquisas e de metodologias voltadas aos eventos que envolvem a aquisição, o armazenamento e a disseminação da informação por meio de métodos, processos e tecnologias, no setor de transportes.

- Laboratório de Monitoramente e Controle Ambiental em Transportes (Lamcat): atua no monitoramento de poluição sonora, vibração e poluição do ar (material particulado e gases) e na indicação dos danos causados à saúde humana, às estruturas e às edificações por esses fatores.

- Laboratório de Trânsito:

- Laboratório de Tecnologia de Transporte e Tráfego (Labtrans): desenvolve levantamentos e medições de tráfego, tais como levantamento de ocupação veicular e dimensionamento semafórico.

- Laboratório de Aviação Civil: realiza pesquisas e capacitação profissional na área de aviação civil, incluindo uma especialização lato sensu em Gestão da Aviação Civil.

- Grupo de Desenvolvimento e Pesquisa em Transportes (GPDT): tem a finalidade de desenvolver metodologias para análise e solução de problemas de transportes, realizar estudos na área, e elaborar e executar pesquisas e projetos em parcerias com instituições públicas e privadas.